# Apoganem

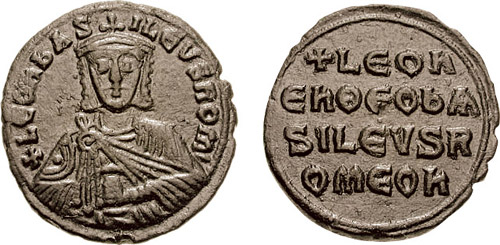
Fólis de r.

Apoganem (em grego: Ἀπογάνεμ; romaniz.: Apoganem), Abulanam (em armênio/arménio: Abułanam) ou Abu Ganim foi um nobre armênio da família bagrátida que governou a região de Taraunitis, no sul da Armênia, na virada do século IX para o X. Era irmão do príncipe Gregório I e foi o governante de facto de praticamente metade do principado. Como outras figuras armênias do período, é apenas conhecido por seu nome árabe, sobre o qual as opiniões divergem: alguns estudiosos consideram-o um mero sobrenome ou apelido, outros consideram-o um nome de batismo.
Segundo o Sobre a Administração do Império do imperador bizantino Constantino VII Porfirogênito (r. 913–959), Apoganem e seus sobrinhos, os "filhos de Arcaicas" - "Arcaicas" é identificado com Asócio II de Taraunitis ou seu pai Davi - acompanhou o emissário bizantino Constantino Lips para a capital imperial, Constantinopla, durante o reinado de Leão VI, o Sábio (r. 886–912) e recebeu o posto de protoespatário. A visita foi repetida em algum momento posterior, variadamente datado pelos estudiosos modernos em cerca de 900 ou entre 906 e a morte de Leão em 912.
Durante esta visita, Apoganem recebeu o título de patrício e um casamento entre ele e a filha de Constantino Lips foi organizado. O matrimônio nunca ocorreu, contudo, devido a Apoganem ter morrido durante sua jornada de regresso à Armênia, antes que pudesse retornar para Constantinopla. Apoganem aparentemente já fora casado, pois ele é registrado como tendo um ou mais filhos jovens à época de sua morte: seu único filho claramente atestado é Tornício, mas há possivelmente outros, que são nomeados em fontes armênias modernas como Vaanes (Vahan) e Simbácio (Smbat).